# بیننور کایا
بیننور کایا ((به ترکی استانبولی: Binnur Kaya)؛ زادهٔ ۱۹ آوریل ۱۹۷۲) هنرپیشه اهل ترکیه است. وی زاده شهر آنکارا است. این بازیگر در سال ۱۹۹۵ در زمینه تئاتر از دانشگاه بیلکنت فارغ‌التحصیل شد. پس از آن، مدت‌ها در تئاتر فعالیت داشت و سرانجام با کمک دوستش به تلویزیون راه یافت. از فیلم‌هایی که وی در آن نقش داشته است می‌توان به پدرم و پسرم اشاره کرد.